# Saison 1924-1925 des Canadiens de Montréal
Autres saisons
Saison précédente Saison suivante
La saison 1924-1925 de hockey sur glace est la seizième saison que jouent les Canadiens de Montréal. Ils évoluent alors dans la Ligue nationale de hockey et finissent à la 3e place au classement.

## Saison régulière

### Classement
|                         | PJ | V  | D  | N | Pts | BP  | BC |
| ----------------------- | -- | -- | -- | - | --- | --- | -- |
| Tigers de Hamilton      | 30 | 19 | 10 | 1 | 90  | 60  | 39 |
| St. Patricks de Toronto | 30 | 19 | 11 | 0 | 90  | 84  | 38 |
| Canadiens de Montréal   | 30 | 17 | 11 | 2 | 93  | 56  | 36 |
| Sénateurs d'Ottawa      | 30 | 17 | 12 | 1 | 83  | 66  | 35 |
| Maroons de Montréal     | 30 | 9  | 19 | 2 | 45  | 65  | 20 |
| Bruins de Boston        | 30 | 6  | 24 | 0 | 49  | 119 | 12 |

## Match après match

### Novembre
| No | Date        | Visiteur                | Score | Domicile      | Fiche |
| -- | ----------- | ----------------------- | ----- | ------------- | ----- |
| 1  | 29 novembre | St. Patricks de Toronto | 1-7   | Les Canadiens | 1-0-0 |

### Décembre
| No | Date        | Visiteur            | Score | Domicile                | Fiche |
| -- | ----------- | ------------------- | ----- | ----------------------- | ----- |
| 2  | 3 décembre  | Les Canadiens       | 1-2   | Sénateurs d'Ottawa      | 1-1-0 |
| 3  | 8 décembre  | Les Canadiens       | 4-3   | Bruins de Boston        | 2-1-0 |
| 4  | 10 décembre | Maroons de Montréal | 0-5   | Les Canadiens           | 3-1-0 |
| 5  | 13 décembre | Tigers de Hamilton  | 2-6   | Les Canadiens           | 4-1-0 |
| 6  | 17 décembre | Les Canadiens       | 5-2   | St. Patricks de Toronto | 5-1-0 |
| 7  | 20 décembre | Sénateurs d'Ottawa  | 2-3   | Les Canadiens           | 6-1-0 |
| 8  | 25 décembre | Bruins de Boston    | 0-5   | Les Canadiens           | 7-1-0 |
| 9  | 27 décembre | Les Canadiens       | 1-1   | Maroons de Montréal     | 7-1-1 |

### Janvier
| No | Date        | Visiteur                | Score | Domicile                | Fiche  |
| -- | ----------- | ----------------------- | ----- | ----------------------- | ------ |
| 10 | 1er janvier | Les Canadiens           | 2-4   | Tigers de Hamilton      | 7-2-1  |
| 11 | 3 janvier   | Les Canadiens           | 3-1   | St. Patricks de Toronto | 8-2-1  |
| 12 | 7 janvier   | Sénateurs d'Ottawa      | 2-0   | Les Canadiens           | 8-3-1  |
| 13 | 10 janvier  | Bruins de Boston        | 3-2   | Les Canadiens           | 8-4-1  |
| 14 | 14 janvier  | Les Canadiens           | 1-1   | Maroons de Montréal     | 8-4-2  |
| 15 | 17 janvier  | Les Canadiens           | 2-4   | Tigers de Hamilton      | 8-5-2  |
| 16 | 21 janvier  | St. Patricks de Toronto | 4-2   | Les Canadiens           | 8-6-2  |
| 17 | 24 janvier  | Les Canadiens           | 3-2   | Sénateurs d'Ottawa      | 9-6-2  |
| 18 | 27 janvier  | Les Canadiens           | 4-0   | Bruins de Boston        | 10-6-2 |
| 19 | 31 janvier  | Maroons de Montréal     | 0-5   | Les Canadiens           | 11-6-2 |

### Février
| No | Date       | Visiteur                | Score | Domicile                | Fiche   |
| -- | ---------- | ----------------------- | ----- | ----------------------- | ------- |
| 20 | 4 février  | Tigers de Hamilton      | 3-0   | Les Canadiens           | 11-7-2  |
| 21 | 7 février  | Les Canadiens           | 4-5   | St. Patricks de Toronto | 11-8-2  |
| 22 | 11 février | Sénateurs d'Ottawa      | 3-10  | Les Canadiens           | 12-8-2  |
| 23 | 14 février | Bruins de Boston        | 1-5   | Les Canadiens           | 13-8-2  |
| 24 | 18 février | Les Canadiens           | 1-0   | Maroons de Montréal     | 14-8-2  |
| 25 | 21 février | Les Canadiens           | 2-1   | Tigers de Hamilton      | 15-8-2  |
| 26 | 25 février | St. Patricks de Toronto | 3-1   | Les Canadiens           | 15-9-2  |
| 27 | 28 février | Les Canadiens           | 0-1   | Sénateurs d'Ottawa      | 15-10-2 |

### Mars
| No | Date   | Visiteur           | Score | Domicile         | Fiche   |
| -- | ------ | ------------------ | ----- | ---------------- | ------- |
| 28 | 3 mars | Les Canadiens      | 0-1   | Bruins de Boston | 15-11-2 |
| 29 | 7 mars | Tigers de Hamilton | 1-3   | Les Canadiens    | 16-11-2 |
| 30 | 9 mars | Tigers de Hamilton | 1-4   | Les Canadiens    | 17-11-2 |

## Effectif
- Directeur Général : Léo Dandurand
- Entraîneur : Léo Dandurand
- Gardien de but : Georges Vézina
- Centres : Robert Boucher, Odie Cleghorn, Howie Morenz, John Matz
- Ailier : Odie Cleghorn, Billy Boucher, Aurèle Joliat, René Joliat, René Lafleur
- Défenseur : Billy Coutu, Sprague Cleghorn, Sylvio Mantha, Fern Headley, Dave Ritchie